# Hjalmar Westerdahl
Hjalmar Viggo Paludan Westerdahl, född 12 februari 1890 i Köpenhamn, död 12 oktober 1969, var en svensk-dansk målare och målargesäll.
Han var son till den svenskfödde målarmästaren Anton Axel Ferdinand Westerdahl och Laura Dorthea Soiphie Paludan. Westerdahl var elev till sin far från 1904 och vid Teknisk Skole i Köpenhamn 1908–1909. Efter att han avlagt gesällexamen som målare gjorde han ett flertal studieresor 1909–1914 med uppehåll i Tyskland, Schweiz, Wien, Budapest, Konstantinopel, Palestina och Egypten. Han anställdes som lärare vid Teknisk skole i Köpenhamn 1937 och var vid sidan av sitt arbete verksam som konstnär. Han medverkade sedan 1926 i ett flertal samlingsutställningar på Charlottenborg i Köpenhamn. Han var bosatt i Hammarstrand 1951–1952 och ställde då tillsammans med Sofus Rindel ut på Hammarstrands skola. Hans konst består av landskapsskildringar.